# Lars Wilhelm Bergström
Lars Wilhelm Bergström, född 29 april 1849 i Färnebo socken, Värmlands län, död 22 november 1922 i Filipstad, var en svensk disponent och riksdagsman. 
Bergström var disponent vid Finshyttans bruk. Som riksdagsman var han ledamot av första kammaren 1895-1900, invald i Värmlands läns valkrets.
Han var ledamot av särskilt utskott 1898 samt 1900. Lät bygga Agnesviks herrgård åt sin hustru Agnes Hasselblad.